# 分先
分先是圍棋的用語，是對局的一種手合形式。對局手合分為分先與讓先，這時候為了決定執黑或執白，則會進行「猜子」。猜子是坐在白棋的棋罐之旁的棋士要先抓一把白子，讓坐在黑棋棋罐旁的棋士猜猜看，這把抓起的白子是單數或雙數。坐在黑棋那側的棋士，猜單數的話，就拿一顆黑子放在棋盤上，猜雙數的話，就放兩顆黑子；若猜對了，就執黑棋，猜錯就執白棋。
分先的定義是在數子法計算中，執黑者獲勝最低門檻為184子（19路）；比目法計算中，執黑者貼6.5目（白方無條件增加6.5目）則為目前國際通用制度。
早期的國際賽分先有貼5.5目制，而現今中國大陸比賽大多貼7.5目。分先乃由於對局雙方實力相當，而黑方持先行優勢，故以貼目來維持棋局平衡。